# Championnat du monde de motocross 2014
Navigation
Édition précédente Édition suivante
Le championnat du monde de motocross 2014 compte 17 Grand Prix dans les catégories MXGP et MX2.

## Grands Prix de la saison 2014

### MXGP et MX2
| Manche | Date              | Grand Prix                          | Lieu                                          | Classe | Course 1         | Course 2            | Vainqueur du Grand Prix |
| ------ | ----------------- | ----------------------------------- | --------------------------------------------- | ------ | ---------------- | ------------------- | ----------------------- |
| 1      | 1er mars 2014     | Grand prix du Qatar                 | Lusail                                        | MXGP   | Maximilian Nagl  | Gautier Paulin      | Gautier Paulin          |
| 1      | 1er mars 2014     | Grand prix du Qatar                 | Lusail                                        | MX2    | Dylan Ferrandis  | Jeffrey Herlings    | Jeffrey Herlings        |
| 2      | 9 mars 2014       | Grand prix de Thaïlande             | Si Racha                                      | MXGP   | Antonio Cairoli  | Antonio Cairoli     | Antonio Cairoli         |
| 2      | 9 mars 2014       | Grand prix de Thaïlande             | Si Racha                                      | MX2    | Jeffrey Herlings | Jeffrey Herlings    | Jeffrey Herlings        |
| 3      | 30 mars 2014      | Grand prix du Brésil                | Beto Carrero World Penha                      | MXGP   | Antonio Cairoli  | Antonio Cairoli     | Antonio Cairoli         |
| 3      | 30 mars 2014      | Grand prix du Brésil                | Beto Carrero World Penha                      | MX2    | Arnaud Tonus     | Glenn Coldenhoff    | Arnaud Tonus            |
| 4      | 13 avril 2014     | Grand prix du Trentin               | Pietramurata                                  | MXGP   | Gautier Paulin   | Clément Desalle     | Clément Desalle         |
| 4      | 13 avril 2014     | Grand prix du Trentin               | Pietramurata                                  | MX2    | Jeffrey Herlings | Glenn Coldenhoff    | Jeffrey Herlings        |
| 5      | 20 avril 2014     | Grand prix de Bulgarie              | Sevlievo                                      | MXGP   | Gautier Paulin   | Antonio Cairoli     | Antonio Cairoli         |
| 5      | 20 avril 2014     | Grand prix de Bulgarie              | Sevlievo                                      | MX2    | Jeffrey Herlings | Jeffrey Herlings    | Jeffrey Herlings        |
| 6      | 4 mai 2014        | Grand prix des Pays-Bas             | Valkenswaard                                  | MXGP   | Gautier Paulin   | Antonio Cairoli     | Antonio Cairoli         |
| 6      | 4 mai 2014        | Grand prix des Pays-Bas             | Valkenswaard                                  | MX2    | Jeffrey Herlings | Jeffrey Herlings    | Jeffrey Herlings        |
| 7      | 11 mai 2014       | Grand prix d'Espagne                | Talavera de la Reina                          | MXGP   | Clément Desalle  | Clément Desalle     | Clément Desalle         |
| 7      | 11 mai 2014       | Grand prix d'Espagne                | Talavera de la Reina                          | MX2    | Jeffrey Herlings | Jeffrey Herlings    | Jeffrey Herlings        |
| 8      | 25 mai 2014       | Grand prix de Grande Bretagne       | Winchester                                    | MXGP   | Antonio Cairoli  | Clément Desalle     | Antonio Cairoli         |
| 8      | 25 mai 2014       | Grand prix de Grande Bretagne       | Winchester                                    | MX2    | Jeffrey Herlings | Jeffrey Herlings    | Jeffrey Herlings        |
| 9      | 1er juin 2014     | Grand prix de France                | Circuit du Puy de Poursay Saint-Jean-d'Angély | MXGP   | Clément Desalle  | Clément Desalle     | Clément Desalle         |
| 9      | 1er juin 2014     | Grand prix de France                | Circuit du Puy de Poursay Saint-Jean-d'Angély | MX2    | Jeffrey Herlings | Jeffrey Herlings    | Jeffrey Herlings        |
| 10     | 15 juin 2014      | Grand prix d'Italie                 | Maggiora                                      | MXGP   | Antonio Cairoli  | Antonio Cairoli     | Antonio Cairoli         |
| 10     | 15 juin 2014      | Grand prix d'Italie                 | Maggiora                                      | MX2    | Jeffrey Herlings | Jeffrey Herlings    | Jeffrey Herlings        |
| 11     | 22 juin 2014      | Grand prix d'Allemagne              | Teutschenthal                                 | MXGP   | Maximilian Nagl  | Clément Desalle     | Clément Desalle         |
| 11     | 22 juin 2014      | Grand prix d'Allemagne              | Teutschenthal                                 | MX2    | Jeffrey Herlings | Jeffrey Herlings    | Jeffrey Herlings        |
| 12     | 6 juillet 2014    | Grand prix de Suède                 | Uddevalla                                     | MXGP   | Antonio Cairoli  | Antonio Cairoli     | Antonio Cairoli         |
| 12     | 6 juillet 2014    | Grand prix de Suède                 | Uddevalla                                     | MX2    | Jeffrey Herlings | Jeffrey Herlings    | Jeffrey Herlings        |
| 13     | 13 juillet 2014   | Grand prix de Finlande              | Hyvinkää                                      | MXGP   | Antonio Cairoli  | Antonio Cairoli     | Antonio Cairoli         |
| 13     | 13 juillet 2014   | Grand prix de Finlande              | Hyvinkää                                      | MX2    | Jeffrey Herlings | Jeffrey Herlings    | Jeffrey Herlings        |
| 14     | 27 juillet 2014   | Grand prix de la République tchèque | Loket                                         | MXGP   | Kevin Strijbos   | Jeremy Van Horebeek | Jeremy Van Horebeek     |
| 14     | 27 juillet 2014   | Grand prix de la République tchèque | Loket                                         | MX2    | Jordi Tixier     | Christophe Charlier | Jordi Tixier            |
| 15     | 3 août 2014       | Grand prix de Belgique              | Lommel                                        | MXGP   | Antonio Cairoli  | Antonio Cairoli     | Antonio Cairoli         |
| 15     | 3 août 2014       | Grand prix de Belgique              | Lommel                                        | MX2    | Max Anstie       | Jordi Tixier        | Max Anstie              |
| 16     | 7 septembre 2014  | Grand prix de l'état de Goiás       | Goiânia                                       | MXGP   | Maximilian Nagl  | Maximilian Nagl     | Maximilian Nagl         |
| 16     | 7 septembre 2014  | Grand prix de l'état de Goiás       | Goiânia                                       | MX2    | Romain Febvre    | Tim Gajser          | Romain Febvre           |
| 17     | 14 septembre 2014 | Grand prix du Mexique               | León                                          | MXGP   | Gautier Paulin   | Maximilian Nagl     | Gautier Paulin          |
| 17     | 14 septembre 2014 | Grand prix du Mexique               | León                                          | MX2    | Jordi Tixier     | Tim Gajser          | Jordi Tixier            |

## Classement des pilotes

### MXGP
| Pos. | Pilote              | Pays            | Constructeur | Pts |
| ---- | ------------------- | --------------- | ------------ | --- |
| 1.   | Antonio Cairoli     | Italie          | KTM          | 761 |
| 2.   | Jeremy van Horebeek | Belgique        | Yamaha       | 628 |
| 3.   | Kevin Strijbos      | Belgique        | Suzuki       | 572 |
| 4.   | Clément Desalle     | Belgique        | Suzuki       | 484 |
| 5.   | Steven Frossard     | France          | Kawasaki     | 419 |
| 6.   | Maximilian Nagl     | Allemagne       | Honda        | 400 |
| 7.   | Shaun Simpson       | Grande-Bretagne | KTM          | 397 |
| 8.   | Gautier Paulin      | France          | Kawasaki     | 358 |
| 9.   | Davide Guarneri     | Italie          | TM           | 297 |
| 10.  | David Philippaerts  | Italie          | Yamaha       | 275 |
| 11.  | Rui Goncalves       | Portugal        | Yamaha       | 266 |
| 12.  | Tommy Searle        | Grande-Bretagne | Kawasaki     | 256 |
| 13.  | Matiss Karro        | Lettonie        | KTM          | 239 |
| 14.  | Evgueny Bobryshev   | Russie          | Honda        | 184 |
| 15.  | Xavier Boog         | France          | Honda        | 159 |
| 16.  | Joël Roelants       | Belgique        | Honda        | 158 |
| 17.  | Tyla Rattray        | Afrique du Sud  | Husqvarna    | 149 |
| 18.  | Tanel Leok          | Estonie         | TM           | 146 |
| 19.  | Milko Potisek       | France          | Yamaha       | 145 |
| 20.  | Ken De Dycker       | Belgique        | KTM          | 131 |
| 21.  | Dennis Ullrich      | Allemagne       | KTM          | 126 |
| 22.  | Jake Nicholls       | Grande-Bretagne | KTM          | 125 |
| 23.  | Todd Waters         | Australie       | Husqvarna    | 107 |
| 24.  | Dean Ferris         | Australie       | Husqvarna    | 101 |
| 25.  | Nathan Watson       | Grande-Bretagne | Husqvarna    | 62  |
| 26.  | Filip Bengtson      | Suède           | KTM          | 57  |
| 27.  | Valentin Teillet    | France          | Kawasaki     | 46  |
| 28.  | Marc de Reuver      | Pays-Bas        | Honda        | 40  |
| 29.  | Klemen Gercar       | Slovénie        | Honda        | 37  |
| 30.  | Grégory Aranda      | France          | Kawasaki     | 32  |

### MX2
| Pos. | Pilote              | Pays            | Constructeur | Pts |
| ---- | ------------------- | --------------- | ------------ | --- |
| 1.   | Jordi Tixier        | France          | KTM          | 616 |
| 2.   | Jeffrey Herlings    | Pays-Bas        | KTM          | 612 |
| 3.   | Romain Febvre       | France          | Husqvarna    | 570 |
| 4.   | Dylan Ferrandis     | France          | Kawasaki     | 533 |
| 5.   | Tim Gajser          | Slovénie        | Honda        | 528 |
| 6.   | Arnaud Tonus        | Suisse          | Kawasaki     | 455 |
| 7.   | Valentin Guillod    | Suisse          | KTM          | 449 |
| 8.   | Alexandre Tonkov    | Russie          | Husqvarna    | 397 |
| 9.   | José Butron         | Espagne         | KTM          | 359 |
| 10.  | Jérémy Seewer       | Suisse          | Suzuki       | 352 |
| 11.  | Julien Lieber       | Belgique        | KTM          | 292 |
| 12.  | Max Anstie          | Grande-Bretagne | Yamaha       | 283 |
| 13.  | Glenn Coldenhoff    | Pays-Bas        | Suzuki       | 248 |
| 14.  | Petar Petrov        | Bulgarie        | Yamaha       | 239 |
| 15.  | Christophe Charlier | France          | Yamaha       | 220 |
| 16.  | Mel Pocock          | Grande-Bretagne | KTM          | 143 |
| 17.  | Thomas Covington    | États-Unis      | Kawasaki     | 138 |
| 18.  | Harri Kulas         | Finlande        | KTM          | 127 |
| 19.  | Maxime Desprey      | France          | Honda        | 98  |
| 20.  | Damon Graulus       | Belgique        | KTM          | 94  |
| 21.  | Ivo Monticelli      | Italie          | KTM          | 94  |
| 22.  | Luke Styke          | Australie       | Yamaha       | 80  |
| 23.  | Roberts Justs       | Lettonie        | Husqvarna    | 78  |
| 24.  | Pauls Jonass        | Lettonie        | KTM          | 77  |
| 25.  | Vsevolod Brylyakov  | Russie          | Honda        | 73  |
| 26.  | Kei Yamamoto        | Japon           | Honda        | 57  |
| 27.  | Alessandro Lupino   | Italie          | Kawasaki     | 55  |
| 28.  | Magne Klingsheim    | Norvège         | Yamaha       | 30  |
| 29.  | Anton Lundgren      | Suède           | Yamaha       | 29  |
| 30.  | Brian Bogers        | Pays-Bas        | KTM          | 23  |